# آنولن

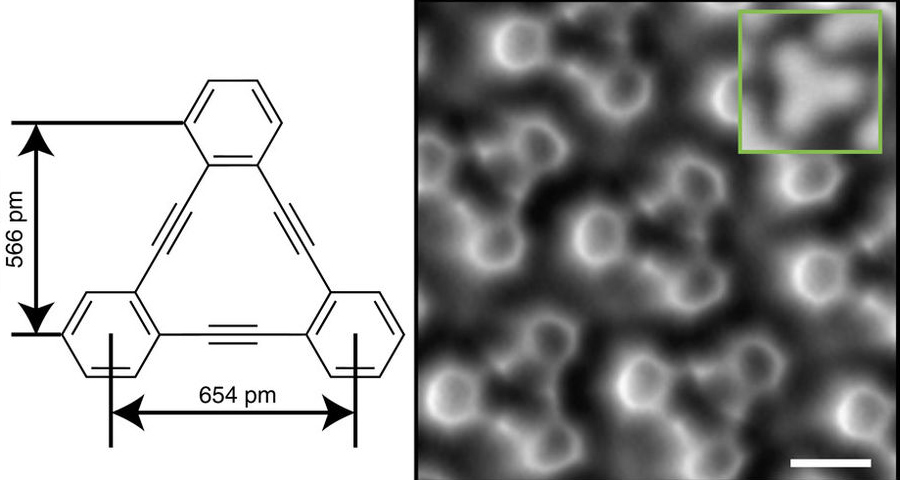
ساختار شیمیایی(سمت چپ) و تصویر AFM (سمت راست) از دهیدروبنزو [۱۲] آنولن

آنولن‌ها(به انگلیسی: Annulene) دسته ای از هیدروکربن‌ها و نوعی پلی آلکن حلقوی مزدوج شده هستند. فرمول کلی آن‌ها CnHn (وقتی که n یک عدد زوج باشد) یا CnH+1 (وقتی که n یک عدد فرد باشد) می‌باشد. بر اساس روش نامگذاری آیوپاک، آنولن‌های با ۷ اتم کربن و بیشتر به صورت [n]آنولن نامگذاری می‌شود که در آن n نشان دهنده تعداد کربن موجود در حلقه است. معمولاً آنولن‌های با حلقه کوچکتر با اسامی جایگزین نامگذاری می‌شوند و این روش نامگداری در آن چندان کاربردی ندارد، مانند بنزن که در روش نامگذاری آنولن‌ها، [۶]آنولن نام دارد.
چند نمونه از آنولن‌ها در زیر نشان داده شده‌است:

سیکلوبوتادین ([۴]آنولن)
بنزن ([۶]آنولن)
سیکلواکتاتتراان ([۸]آنولن)
سیکلودودکاهگزاان ([۱۲]آنولن)
سیکلوتترادکاهپتاان ([۱۴]آنولن)
سیکلواکتادکانوناان ([۱۸]آنولن)
Cyclodocosahendecaene ([22]آنولن)